# 荒木琉偉
荒木 琉偉（あらき るい、2007年10月14日 - ）は、三重県出身のプロサッカー選手。Jリーグ・ガンバ大阪所属。ポジションはゴールキーパー。

## 来歴
ガンバ大阪の下部組織に所属し、ユース2年次の2024年10月14日（17歳の誕生日）にプロ契約を締結、トップチーム昇格を果たす。
2025年8月2日、フランス2部のスタッド・ランスとの親善試合でスタメン出場し、トップチームデビューを果たす。

## 所属クラブ
- 伊勢MTK.FC
- ガンバ大阪Jrユース
- ガンバ大阪ユース
- 2025年 -  ガンバ大阪

## 個人成績
| 国内大会個人成績 | 国内大会個人成績 | 国内大会個人成績 | 国内大会個人成績 | 国内大会個人成績             | 国内大会個人成績 | 国内大会個人成績 | 国内大会個人成績 | 国内大会個人成績 | 国内大会個人成績 | 国内大会個人成績 | 国内大会個人成績 |
| 年度             | クラブ           | 背番号           | リーグ           | リーグ戦                     | リーグ戦         | リーグ杯         | リーグ杯         | オープン杯       | オープン杯       | 期間通算         | 期間通算         |
| 年度             | クラブ           | 背番号           | リーグ           | 出場                         | 得点             | 出場             | 得点             | 出場             | 得点             | 出場             | 得点             |
| 日本             | 日本             | 日本             | 日本             | リーグ戦                     | リーグ戦         | リーグ杯         | リーグ杯         | 天皇杯           | 天皇杯           | 期間通算         | 期間通算         |
| ---------------- | ---------------- | ---------------- | ---------------- | ---------------------------- | ---------------- | ---------------- | ---------------- | ---------------- | ---------------- | ---------------- | ---------------- |
| 2025             | G大阪            | 18               | J1               |                              |                  |                  |                  |                  |                  |                  |                  |
| 通算             | 日本             | 日本             | J1               | \|\|\|\|\|\|\|\|\|\|\|\|\|\| |                  |                  |                  |                  |                  |                  |                  |
| 総通算           | 総通算           | 総通算           | 総通算           | \|\|\|\|\|\|\|\|\|\|\|\|\|\| |                  |                  |                  |                  |                  |                  |                  |

| 国際大会個人成績 | 国際大会個人成績 | 国際大会個人成績 | 国際大会個人成績 | 国際大会個人成績 |
| 年度             | クラブ           | 背番号           | 出場             | 得点             |
| AFC              | AFC              | AFC              | ACL              | ACL              |
| ---------------- | ---------------- | ---------------- | ---------------- | ---------------- |
| 2025/26/2        | G大阪            | 18               |                  |                  |
| 通算             | AFC              | AFC              |                  |                  |

2024年 2種登録選手としての出場は無し

## 代表歴
- U-15日本代表
  - FEDERATIONS CUP（2022年）
- U-16日本代表
  - モンテギュー国際大会（2023年）
- U-17日本代表
  - AFC U-17アジアカップ（2023年）
  - HiFA 平和記念2023 広島国際ユースサッカー（2023年）
  - リモージュ国際大会（2023年）
- U-19日本代表 
  - モーリスリベロトーナメント（2024年）
  - AFC U20アジアカップ予選（2024年）
  - メキシコ遠征（2024年）
- U-20日本代表
  - AFC U-20アジアカップ（2025年）
  - スペイン遠征（2025年）
  - モーリスリベロトーナメント（2025年）

## タイトル

### クラブ
ガンバ大阪ユース
- 高円宮杯 JFA U-18サッカープリンスリーグ関西1部：1回（2024年）
- 日本クラブユースサッカー選手権(U-18)大会：2回（2023年、2024年）

### 代表
U-17日本代表
- AFC U-17アジアカップ：1回（2023年）
- HiFA 平和記念2023 広島国際ユースサッカー：1回（2023年）